# 郑庄砖塔
郑庄砖塔，即文峰塔，位于山西省临汾市翼城县王庄乡郑庄村东南两条沟交叉处的高崖上。
郑庄砖塔建于清代，是一座圆形实心砖塔，高20米，直径1.6米，三级密檐式。基座石砌方形。 
1987年8月20日，郑庄砖塔公布为翼城县文物保护单位。